# یوهانس بروست
یوهانس بروست (سوئدی: Johannes Brost؛ ‏ ۲۵ سپتامبر ۱۹۴۶ – ۴ ژانویهٔ ۲۰۱۸) بازیگر و صداپیشه اهل سوئد بود. وی بین سال‌های ۱۹۷۲ تا ۲۰۱۸ میلادی فعالیت می‌کرد.
از فیلم‌ها یا مجموعه‌های تلویزیونی که وی در آن‌ها نقش داشته است، می‌توان به داستان تراژدیک هملت - شاهزادهٔ دانمارک و بلک‌جک اشاره نمود.